# Хорол (река)
Хорол (на украински: Хоро́л; на руски: Хорол) е река в Сумска и Полтавска област на Украйна, десен приток на Псьол (ляв приток на Днепър). Дължина – 308 km. Площ на водосборния басейн – 3340 km².
Река Хорол води началото си на 2 km северозападно от село Мелешкивка, Сумска област на Украйна, на 173 m н.в., от североизточната периферия на Приднепровската низина. Тече през низината в южна, а в долното си течение – в югоизточна посока, в широка 4 – 6 km долина, в която силно меандрира. Влива се отдясно в река Псьол (ляв приток на Днепър). при село Поповка, Полтавска област, на 75 m н.в. Поради това че водосборният ѝ басейн е малък, дълъг и тесен, притиснат от водосборните басейни на реките Сула от запад и Псьол от изток не получава никакви притоци по-дълги от 10 km. Подхранването ѝ е предимно снежно. Има ясно изразено пролетно пълноводие – от края на февруари до началото на април. Среден годишен отток на 114 km от устието 3,6 m³/sec. Замръзва в периода от ноември до началото на януари, а се размразява през март или началото на април. По течението ѝ са разположени множество населени места, в т.ч. сгт Липовая долина в Сумска област и град Миргород в Полтавска област.